# GSC1871-27-1
GSC1871-27-1 — хімічно пекулярна зоря спектрального класу A2, що має видиму зоряну величину в смузі V приблизно 11,3.